# Vickers Viking (1919)
El Vickers Viking fue un avión anfibio monomotor británico diseñado para uso militar poco después de la Primera Guerra Mundial. Las versiones posteriores del avión se conocieron como Vickers Vulture y Vickers Vanellus.

## Diseño y desarrollo

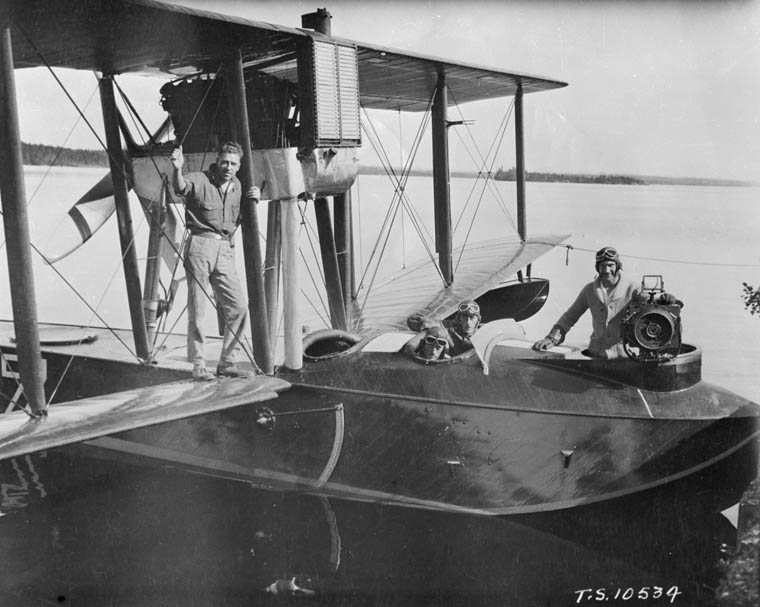
Un Vickers Viking IV de la Real Fuerza Aérea Canadiense en 1926.

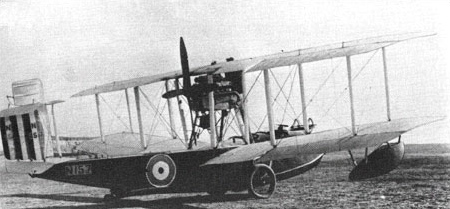
Un Vickers Viking V de la Real Fuerza Aérea.

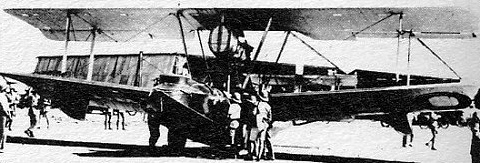
Vickers Vulture.

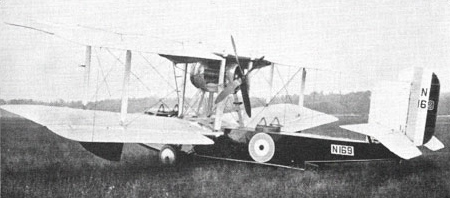
Vickers Vanellus.

La investigación sobre el primer modelo de avión anfibio de Vickers comenzó en diciembre de 1918 con pruebas de diseños alternativos de fuselaje y casco que se llevaron a cabo en un tanque experimental en St. Albans en Hertfordshire, Inglaterra. El prototipo, matriculado G-EAOV, era un biplano con cabina de cinco asientos y hélice propulsora movida por un motor V12 Rolls-Royce Falcon refrigerado por agua. Sir John Alcock murió mientras llevaba este avión a la exposición de París el 18 de diciembre de 1919, mientras intentaba aterrizar en Côte d'Evrard, cerca de Ruan, Normandía, en un clima brumoso.
El siguiente ejemplar, G-EASC, conocido como Viking II, tenía una mayor envergadura y un motor Rolls-Royce Eagle VIII de 360 hp. La máquina Viking III, pilotada por el capitán Stan Cockerell, ganó el primer premio en la clase anfibia en las competiciones del Ministerio del Aire celebradas en septiembre y octubre de 1920.
El Type 54 Viking IV incorporaba mejoras adicionales y tenía una cabina más amplia sobre un casco un pie más ancho; siendo un ejemplar el G-EBBZ, en el que Ross Smith y J.M. Bennett (compañeros en el vuelo de Inglaterra a Australia de 1919) murieron el 13 de abril de 1922 en las afueras de la pista de carreras de Brooklands, cerca de Weybridge, en Surrey. La mayor parte de estos Viking Mark IV tenían un motor Napier Lion.
La siguiente versión fue la Viking V; se construyeron dos ejemplares para la RAF para su servicio en Irak.
Un desarrollo posterior con una estructura de ala rediseñada, utilizando el Napier Lion de 340 kW (450 hp) habría sido el Viking VI (designación Vickers Type 78), pero fue conocido como Vulture I. Un segundo aparato con un Rolls-Royce Eagle IX (270 kW, 360 hp) fue el Type 95 Vulture II. Ambos Vulture se utilizaron para un fallido intento de dar la vuelta al mundo en 1924, después de que el motor Eagle del Vulture II fuera reemplazado por un Lion. Con matrícula G-EBHO, el primer avión despegó de la base de hidroaviones de Calshot el 25 de marzo de 1924, el otro fue enviado como aparato de repuesto a Tokio. Después de dificultades mecánicas en las etapas iniciales, el G-EBHO se estrelló en Akyab, donde fue reemplazado por el G-EBGO el 25 de junio. Al encontrarse con una densa niebla en el lado siberiano del mar de Bering, el G-EBGO se estrelló. Vickers rescató una gran proporción.
El Viking Mark VII (Type 83 en numeración de Vickers) fue un desarrollo del Vulture, un avión de reconocimiento de la flota de cabina abierta, con tres asientos, diseñado según la especificación 46/22 del Ministerio del Aire, que recibió el nombre de servicio Vanellus cuando la RAF lo adoptó para su evaluación frente al diseño del Supermarine Seagull.

## Historia operacional
Los últimos anfibios Viking se construyeron en 1923, pero el nombre se reutilizó para el avión de pasajeros bimotor VC.1 Viking unos 22 años más tarde, que prestó servicio como Valetta en la RAF y otras armas aéreas. La empresa Canadian Vickers Limited, filial en Montreal sin experiencia previa en la fabricación de aeronaves, ensambló dos anfibios Viking IV y construyó otros seis para la Real Fuerza Aérea Canadiense. Su relación con los Viking dio lugar a una futura línea de hidrocanoas autóctonos, empezando por el Canadian Vickers Vedette.
Hoy en día no sobrevive ningún Viking, aunque una réplica de tamaño natural construida para la película Viaje al mundo perdido (1977) se exhibe en el Museo Brooklands en Surrey.

## Variantes
Viking
Prototipo de hidrocanoa biplano, uno construido.
Viking II
Versión con motor Rolls-Royce Eagle VIII de 360 hp, uno construido.
Type 54 Viking IV
Versión mejorada con motor Napier Lion.
Type 59 Viking V
Dos ejemplares construidos para la RAF en servicio en Irak.
Vulture I (Type 78 Viking VI)
Versión con estructura alar rediseñada y motor Napier Lion de 340 kW (450 hp), uno construido.
Type 95 Vulture II
Versión con motor Rolls-Royce Eagle IX (270 kW, 360 hp), uno construido.
Type 83 Viking Mark VII (Vanellus)
Versión de exploración de la flota triplaza, uno construido.

## Operadores
Argentina

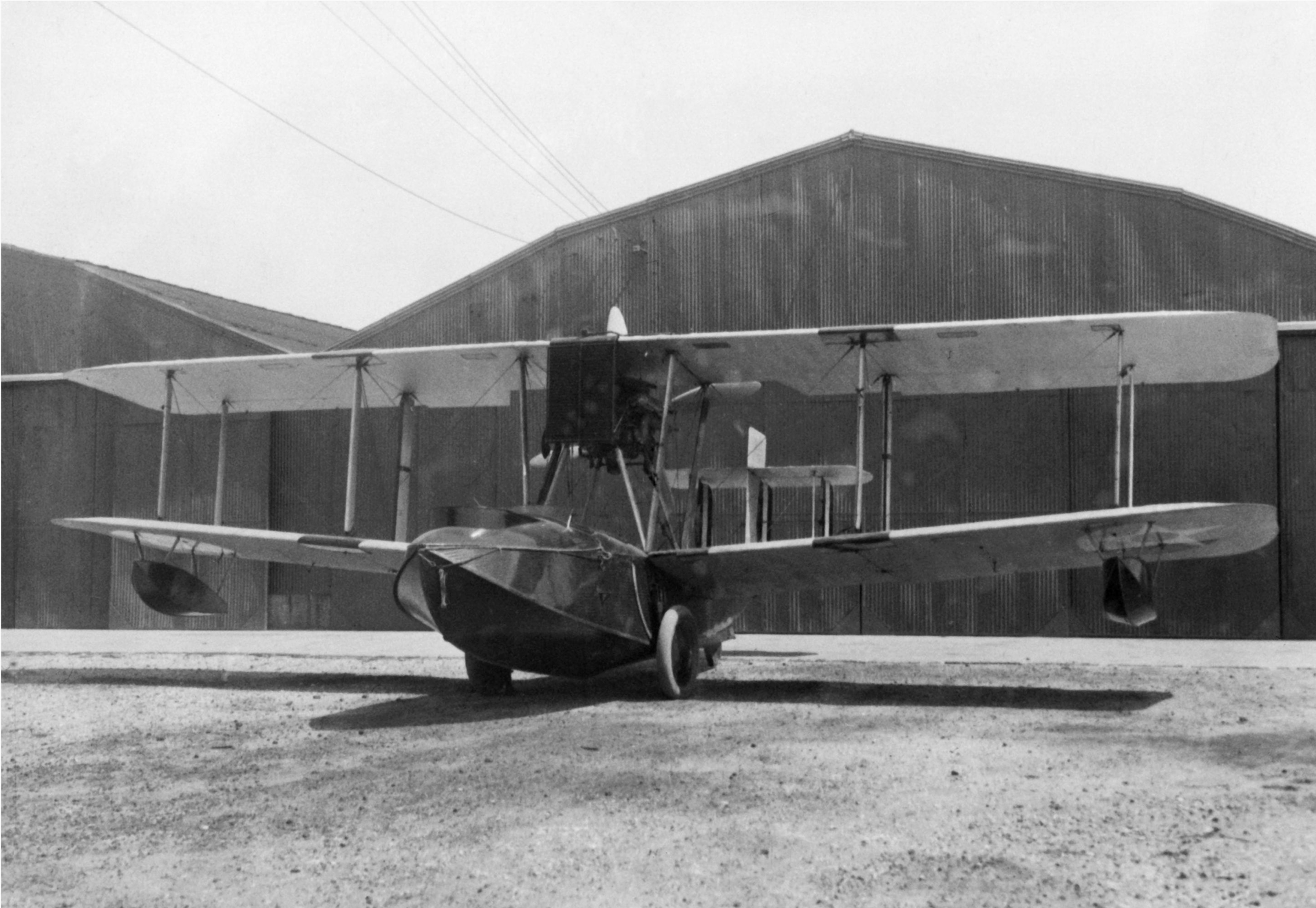
Vickers Viking IV en Langley.

- Aviación Naval Argentina: cuatro Type 84 (Viking IV) entregados en 1923, complementados por dos Viking IV ex-civiles en 1925.[5]
- Compañía Rioplatense de Aviación: dos Type 73 c/n 19 y c/n 20 (ambos Viking IV) entregados en 1923. Vendido a la Armada Argentina en 1925.[5]

 Canadá
- Laurentide Air Services: un Type 69 (Viking IV) entregado en 1922.
- Real Fuerza Aérea Canadiense: dos Type 85 (Viking IV) entregados en 1923, seguidos de seis construidos en Canadá por la empresa Canadian Vickers en Montreal.[6]

 Estados Unidos
- Armada de los Estados Unidos: un Type 58 (Viking IV) comprado por la Armada en 1921 y entregado en 1923.

 Francia
- Marina francesa: un Type 54 (Viking IV) entregado en 1921 con colores civiles.

 Indias Orientales Neerlandesas
- Real Fuerza Aérea del Ejército de las Indias Orientales Neerlandesas: ocho Type 55 (Viking IV) entregados en 1922, seguidos por dos reemplazos por desgaste en 1923.

 Japón
- Armada Imperial Japonesa: dos Type 58 (Viking IV) entregados en 1921.

 Reino Unido
- Real Fuerza Aérea: dos Type 59 (Viking V) entregados en 1922 para realizar pruebas tropicales con el Escuadrón 70 de la RAF.
- Marina Real: un Viking III entregado en 1921, un Vanellus entregado en 1925.

 RSFS de Rusia
- Un Type 64 (Viking IV) encargado por la Delegación Comercial Rusa, entregado en 1922.

## Especificaciones (Viking IV)
Referencia datos: British Flying Boats

### Características generales
- Tripulación: Uno (piloto)
- Capacidad: 3 pasajeros
- Longitud: 10,4 m (34,2 ft)
- Envergadura: 15,2 m (50 ft)
- Altura: 4,3 m (14 ft)
- Superficie alar: 59 m² (635,1 ft²)
- Peso vacío: 1833 kg (4039,9 lb)
- Peso cargado: 2626 kg (5787,7 lb)
- Planta motriz: 1× motor lineal de 12 cilindros en W refrigerado por agua Napier Lion.
  - Potencia: 340 kW (469 HP; 462 CV)
- Hélices: De cuatro palas

### Rendimiento
- Velocidad máxima operativa (Vno): 182 km/h (113 MPH; 98 kt)
- Velocidad crucero (Vc): 146 km/h (91 MPH; 79 kt)
- Alcance: 1489 km (804 nmi; 925 mi) (con depósitos de largo alcance), 4 h 45 min
- Tiempo a altitud: 3,2 min para 910 m (3000 pies)[8]

## Aeronaves relacionadas

### Aeronaves similares
- SIAI S.16
- Saunders Kittiwake
- Supermarine Commercial Amphibian
- Supermarine Sea Eagle
- Supermarine Seagull

### Secuencias de designación
- Secuencia Numérica (interna de Vickers): 50 - 51 - 54 - 55 - 56 - 57 - 58-60 - 61 - 62 - 63 - 64 - 66 - 67 - 68 - 69 - 70 - 71 - 72 - 73 - 74 - 75 - 76 - 77 - 78 - 79 - 81 - 83-85 - 86 - 87 - 89 - 91 - 92 - 93 - 94 - 95 - 96 - 98 - 99 →